# Larinia pubiventris
Larinia pubiventris là một loài nhện trong họ Araneidae.
Loài này thuộc chi Larinia. Larinia pubiventris được Eugène Simon miêu tả năm 1889.